# Meksyk na Letnich Igrzyskach Olimpijskich 1968
Meksyk na Letnich Igrzyskach Olimpijskich 1968 w Meksyku reprezentowało 275 zawodników: 233 mężczyzn i 42 kobiety. Był to 11. start reprezentacji Meksyku na letnich igrzyskach olimpijskich.
Najmłodszym meksykańskim zawodnikiem na tych igrzyskach była 12-letnia pływaczka, Marcia Arriaga, natomiast najstarszym 57-letni jeździec, Julio Herrera. Chorążym reprezentacji podczas ceremonii otwarcia był pięcioboista David Bárcena.

## Zdobyte medale
| Medal    | Zawodnik             | Dyscyplina      | Konkurencja             | Data            |
| -------- | -------------------- | --------------- | ----------------------- | --------------- |
| · Złoto  | Felipe Muñoz         | · Pływanie      | 200 m stylem klasycznym | 22 października |
| · Złoto  | Ricardo Delgado      | · Boks          | Waga musza              | 26 października |
| · Złoto  | Antonio Roldán       | · Boks          | Waga piórkowa           | 26 października |
| · Srebro | José Pedraza         | · Lekkoatletyka | Chód na 20 km           | 14 października |
| · Srebro | Pilar Roldán         | · Szermierka    | Floret                  | 20 października |
| · Srebro | Álvaro Gaxiola       | · Skoki do wody | Wieża 10 m              | 26 października |
| · Brąz   | María Teresa Ramírez | · Pływanie      | 800 m stylem dowolnym   | 24 października |
| · Brąz   | Agustín Zaragoza     | · Boks          | Waga średnia            | 26 października |
| · Brąz   | Joaquín Rocha        | · Boks          | Waga ciężka             | 26 października |